# The Great Sinner
The Great Sinner is een Amerikaanse dramafilm uit 1949 onder regie van Robert Siodmak. Het scenario is gebaseerd op de roman De speler (1866) van de Russische auteur Fjodor Dostojevski.

## Verhaal
Tijdens een treinreis van Moskou naar Parijs leert de jonge auteur Fedja de aantrekkelijke Pauline kennen. Hij wordt terstond verliefd op haar. Zij stapt uit in Wiesbaden om er haar vader te zoeken. Fedja besluit zijn reis te onderbreken om Pauline terug te vinden. Hij ontdekt dat zij en haar vader zich voortdurend ophouden in een casino. Paulines vader zit tot over zijn oren in de schulden. In een poging om Pauline financieel te helpen begint Fedja zelf te gokken. Spoedig is hij verslaafd aan de roulette.

## Rolverdeling
| Acteur                | Personage             |
| --------------------- | --------------------- |
| Gregory Peck          | Fedja                 |
| Ava Gardner           | Pauline Ostrovsky     |
| Melvyn Douglas        | Armand de Glasse      |
| Walter Huston         | Generaal Ostrovsky    |
| Ethel Barrymore       | Grootmoeder Ostrovsky |
| Frank Morgan          | Aristide Pitard       |
| Agnes Moorehead       | Emma Getzel           |
| Friedrich von Ledebur | Secretaris            |
| Ludwig Donath         | Arts                  |
| Curt Bois             | Juwelier              |
| Ludwig Stössel        | Hoteleigenaar         |
| Ernő Verebes          | Hotelbediende         |